# Павло Русин із Кросна

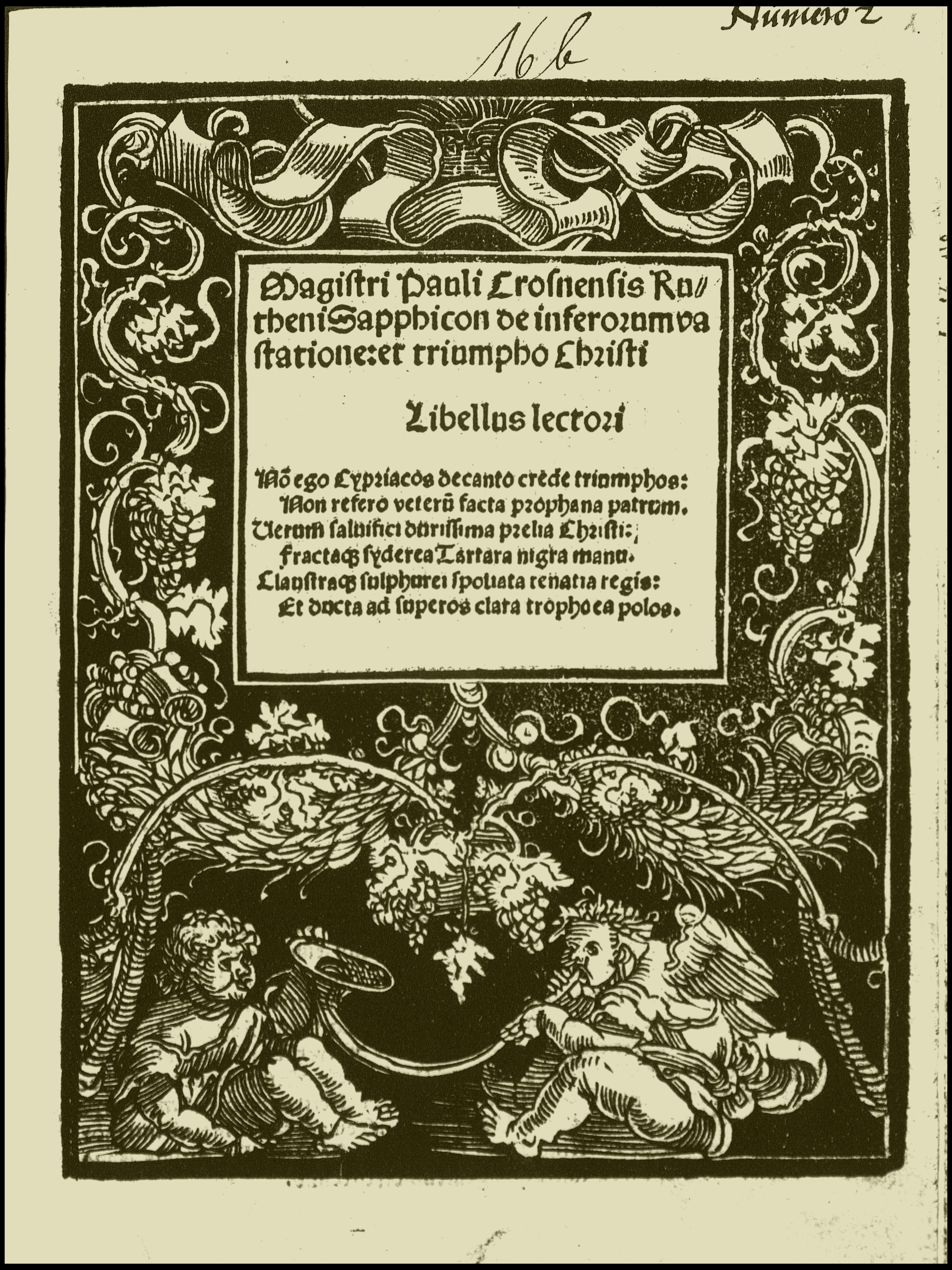
Magistri Pauli Crosnensis Rutheni Sapphicon de inferorum vastatione et triumpho Christi \\ Сапфікон майстра Павла з Кросенсіса з Рутенію про спустошення підземного світу та тріумф Христа

Павло́ Ру́син (лат. Paulus Ruthenus Crosnensis, бл. 1470, Кросно, сучасна Польща — листопад 1517, Старий Сонч 1517, Сянік чи Новий Сонч) — український й польський поет і мислитель доби Відродження.
Народився, правдоподібно, в одному з лемківських сіл поблизу Коросна. Ґрунтуючись на тому, що він писав латинською мовою, польські дослідники трактують його як польського літературного та культурного діяча.

## Біографія
Павло Русин народився в м. Кросні (тепер Польща), на території, заселеній українцями-лемками. За даними польської дослідниці Марії Цитовської, народився в сім'ї бурмістра Кросна (з 1480) Яна Проклера — німецького походження, власника 2-х будинків, саду. Документи свідчать про те, що мав сестер Софію, Барбару, мачуху Катажину.
Навчався спочатку в парафіяльній школі Кросна, потім у Краківській академії (університеті) з 1491-го). Продовжив студії у Грайфсвальдському університеті (Німеччина), де познайомився з професором права, гуманістом, поетом Петром з Равенни. Тут отримав звання бакалавра 29 січня 1500 (чи магістра) і залишився викладачем. За даними Марії Цитовської, після отримання ступеня бакалавра поновив студії в Кракові, вивчав твори античних авторів, зокрема, Вергілія, Овідія, Горація, Стація, Лукана, Теренція, Цицерона. Одним з його вчителів був добрий знавець латини Павел із Заклічева. Краківський університет закінчив 1506 зі ступенем магістра вільних мистецтв.
Викладати почав під час літнього півріччя 1507 року як доцент «extraneus», з 1508 — як «колега молодший». Десь тоді написав близько 200 віршів, зокрема, елегії, присвячені професору Академії та королівському лікарю Войцеху з Шамотул через його смерть. В літньому півріччі 1508 року мав почати викладати творчість Персія, але через епідемію після 21 липня 1508 покинув Краків, виїхав до Угорщини, де міг розраховувати на допомогу учня та приятеля — Себастіана Маг'юса.
Спочатку перебував у Варадині на дворі майбутнього оломоуцького єпископа Римо-католицької церкви Станіслава Турзона — сина бурмістра Йоганна Турзона. У Варадині склав похвальну елегію каштеляну Буди Іштвану Баторію. Звідси переїхав до Виноградова (пол. Nagyszöllos) на двір підкоморія Ґабора Перені, звідки здійснив подорож до Відня, де перебував в січні-червні 1509, навів контакти з видавцями. З 1511 року поновив викладання у Краківському університеті. 1513 року був прийнятий до адміністраціїзакладом. 1514 року отримав коротку відпустку для відвідання Угорщини, зокрема, «патрона» Ґабора Переньї.
За іншими даними, з 1499-го працював на посаді бакалавра вільних мистецтв.
Деякий час вчителював в Угорщині. З 1506 року викладав римську літературу в Краківському університеті. Видав у Відні (1509) том своїх творів.
Російський славіст І. Голенищев-Кутузов підтвердив, що «у своїх книгах магістр Павло незмінно називав себе русином». Польська дослідниця А. Єліч писала, що «вважав себе за русина і підписувався „Паулюс Рутенус“». Любов талановитого поета і вченого до рідного краю відзначили поети Роман Лубківський (Львів), Петро Мурянка (Польща).
Павло Русин був також видавцем, виховував відомих слов'янських поетів Яна з Віслиці, Яна Дантишенка, навчав Миколая Коперника. Літературознавці вважають його першим гуманістичним поетом України.
За даними польської дослідниці Марії Цитовської, правдоподібно, покинув Краків восени 1517 року через спалах епідемії. Помер в Старому Сончі у листопаді 1517 року під час подорожі до Угорщини. За свідченням інших дослідників, помер на Лемківщині (в Сяноці або Новому Сончі).

## Твори
Залишив близько 4 тисяч віршів. У 1509 році він видав книгу своїх поезій «Пісні Павла Русина з Кросна».
Всю творчість можна розділити на:
- Духовна поезія («Пісня Павла Кроснянина до всіх святих», «Інша інвокація до всіх святих», «Пісня до божественного Себастіана, мученика і найславнішого воїна»). До цієї групи варто віднести панегірики релігійного змісту до святих Станіслава й Владислава.
- Панегіричні твори, присвячені тогочасній світській і духовній знаті, а також поезія на злобу дня («Елегія до благородного і шановного пана Стефана Баторія», «Ода до благородного пана Габріеля Переньї»).
- Морально-дидактична поезія, пов'язана з поетичною творчістю й педагогічною діяльністю магістра Павла («Ода Павла Русина з Кросна до Аполлона», «До Талії», «До читача», «До книжечки», «Похвала Валерію Максиму», «Пісня, яка містить похвали поетичному мистецтву…», «Пісня, яка в загальних рисах охоплює життя поета Горація»).

### Твори в мережі
- Pauli Crosnensis Rutheni Artium Liberalium magistri […] Panegyrici ad divu[m] Ladislau[m] Pannoniae regem […] et sanctu[m] Stanislau[m] praesule[m] ac martyre[m] Poloniae gloriosissimu[m] [Архівовано 4 березня 2016 у Wayback Machine.]
- Pauli Crosnensis Rutheni […] Carmina [Архівовано 1 липня 2016 у Wayback Machine.]
- Pavli Crosnensis Rvtheni Panegyricus ad diuu[m] Stanislau[m] Præsule[m] sanctissimu[m]: & martyre[m] victoriosissimu[m], ac Patronu[m] Regn Poloniæ beneficientissimum [Архівовано 2 серпня 2017 у Wayback Machine.]